# Kodai Yasuda
Kodai Yasuda (安田 晃大 Yasuda Kōdai?, nacido el 8 de agosto de 1989 en Osaka) es un futbolista japonés que se desempeña como centrocampista.

## Trayectoria

### Clubes
| Club                | País  | Año         |
| ------------------- | ----- | ----------- |
| Gamba Osaka         | Japón | 2008 - 2010 |
| Giravanz Kitakyushu | Japón | 2011 - 2012 |
| Tokyo Verdy         | Japón | 2013 - 2015 |
| Gainare Tottori     | Japón | 2014        |
| Ehime FC            | Japón | 2015 - 2017 |

## Estadística de carrera

### J. League
| Club                | Año   | J. League | J. League | Copa J. League | Copa J. League | Total | Total |
| Club                | Año   | Part.     | Goles     | Part.          | Goles          | Part. | Goles |
| ------------------- | ----- | --------- | --------- | -------------- | -------------- | ----- | ----- |
| Gamba Osaka         | 2008  | 0         | 0         | 0              | 0              | 0     | 0     |
| Gamba Osaka         | 2009  | 0         | 0         | 0              | 0              | 0     | 0     |
| Gamba Osaka         | 2010  | 0         | 0         | 0              | 0              | 0     | 0     |
| Giravanz Kitakyushu | 2011  | 37        | 3         | -              | -              | 37    | 3     |
| Giravanz Kitakyushu | 2012  | 35        | 1         | -              | -              | 35    | 1     |
| Tokyo Verdy         | 2013  | 18        | 1         | -              | -              | 18    | 1     |
| Tokyo Verdy         | 2014  | 3         | 0         | -              | -              | 3     | 0     |
| Gainare Tottori     | 2014  | 16        | 1         | -              | -              | 16    | 1     |
| Tokyo Verdy         | 2015  | 10        | 0         | -              | -              | 10    | 0     |
| Ehime FC            | 2015  | 12        | 0         | -              | -              | 12    | 0     |
| Ehime FC            | 2016  | 20        | 2         | -              | -              | 20    | 2     |
| Ehime FC            | 2017  | 12        | 0         | -              | -              | 12    | 0     |
| Total               | Total | 163       | 8         | 0              | 0              | 163   | 8     |

## Palmarés

### Títulos nacionales
| Título    | Club        | País  | Año  |
| --------- | ----------- | ----- | ---- |
| J1 League | Gamba Osaka | Japón | 2008 |
| J1 League | Gamba Osaka | Japón | 2009 |